# Ralph Chaplin

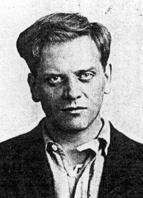
Foto

Ralph Hosea Chaplin (* 1887 in Ames, Kansas, USA; † 1961) war ein US-amerikanischer Gewerkschafter, Schriftsteller, Künstler, Musiker und Aktivist.

## Leben

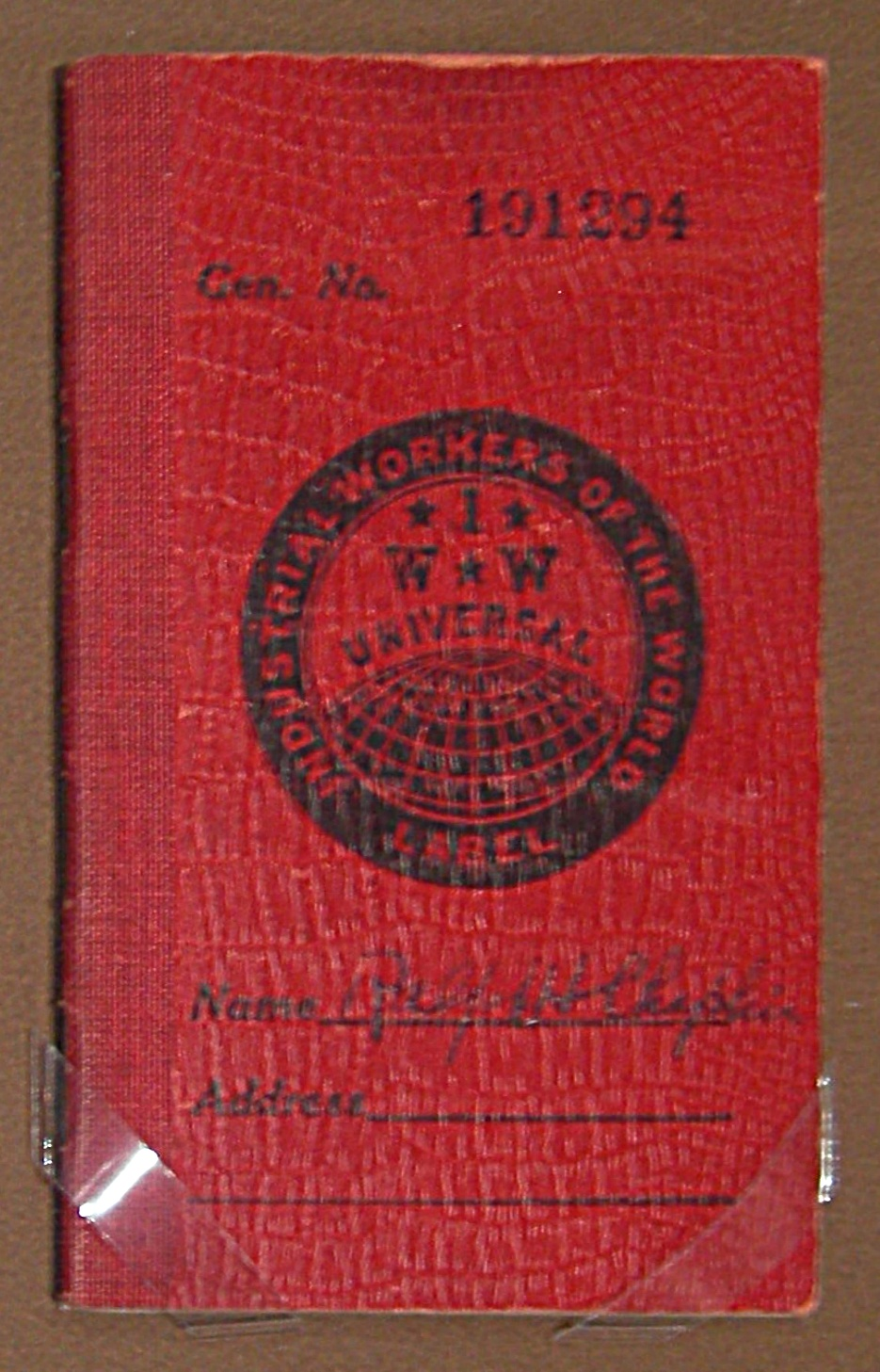
Mitgliedsausweis im IWWW

Im Alter von sieben Jahren sah er während des Pullman-Streiks in Chicago, Illinois, wie ein Arbeiter erschossen wurde. Er war 1893 mit seiner Familie von Ames, Kansas nach Chicago gezogen. Während einer Zeit in Mexiko erfuhr er von den von Porfirio Díaz aufgestellten Hinrichtungskommandos und wurde ein Unterstützer von Emiliano Zapata. Nach seiner Rückkehr begann er in verschiedenen Gewerkschaftspositionen zu arbeiten, von denen die meisten schlecht bezahlt wurden. Einige von Chaplins frühen Kunstwerken wurden für die International Socialist Review gezeichnet.

Von ihm entworfene schwarze Katze

Zwei Jahre lang arbeitete Chaplin im Streikkomitee mit Mother Jones für den Streik der Kohlebergleute in den Jahren 1912 und 1913 im Kanawha County, West Virginia. Diese Einflüsse führten ihn dazu, eine Reihe von arbeitsorientierten Gedichten zu verfassen, von denen eines zur oft gesungenen Gewerkschaftshymne Solidarity Forever wurde.
Chaplin wurde dann in den Industrial Workers of the World (der IWW, oder „Wobblies“) aktiv und wurde Herausgeber ihrer Ost-US-Publikation Solidarity. Im Jahr 1917 wurden Chaplin und etwa 100 andere Wobblies zusammengetrieben, verurteilt und nach dem Spionagegesetz von 1917 inhaftiert, weil sie sich verschworen hatten, die Einberufung zu verhindern und zur Desertion zu ermutigen. Er wurde zu einer 20-jährigen Haftstrafe verurteilt, jedoch nach fünf Jahren von Präsident Warren G. Harding begnadigt. Während der Haft schrieb er Bars And Shadows: The Prison Poems.
Obwohl er sich nach seiner Entlassung aus dem Gefängnis weiter für die Arbeitnehmerrechte einsetzte, war Chaplin von den Folgen der Russischen Revolution und der Entwicklung des Sowjetstaates und des internationalen Kommunismus, insbesondere seiner Beteiligung an der amerikanischen Politik und den Gewerkschaften in den Jahren 1920–1948, sehr beeinträchtigt.
Aber auch der Kurs des New-Deal-Liberalismus gefiel ihm nicht. Chaplin behielt sein Engagement für die IWW bei und diente von 1932 bis 1936 in Chicago als Redakteur der Zeitung Industrial Worker. Er engagierte sich für die Verhinderung der kommunistischen Unterwanderung von amerikanischen Gewerkschaften.
Schließlich zog Chaplin nach Tacoma, Washington, wo er die lokale Arbeiterzeitung herausgab. Von 1949 bis zu seinem Tod war er Kurator für Manuskripte der Washington State Historical Society.

## Werke
1915 schrieb er das Lied Solidarity Forever auf die Melodie von The Battle Hymn of the Republic bzw. John Brown’s Body.
1918 entwarf er das heute weit verbreitete anarchosyndikalistische Bild der schwarzen Katze. Wie ihre Haltung andeutet, soll die Katze auf wilde Streiks und radikale Gewerkschaftsbewegungen anspielen.